# Franciszek Górski (generał)

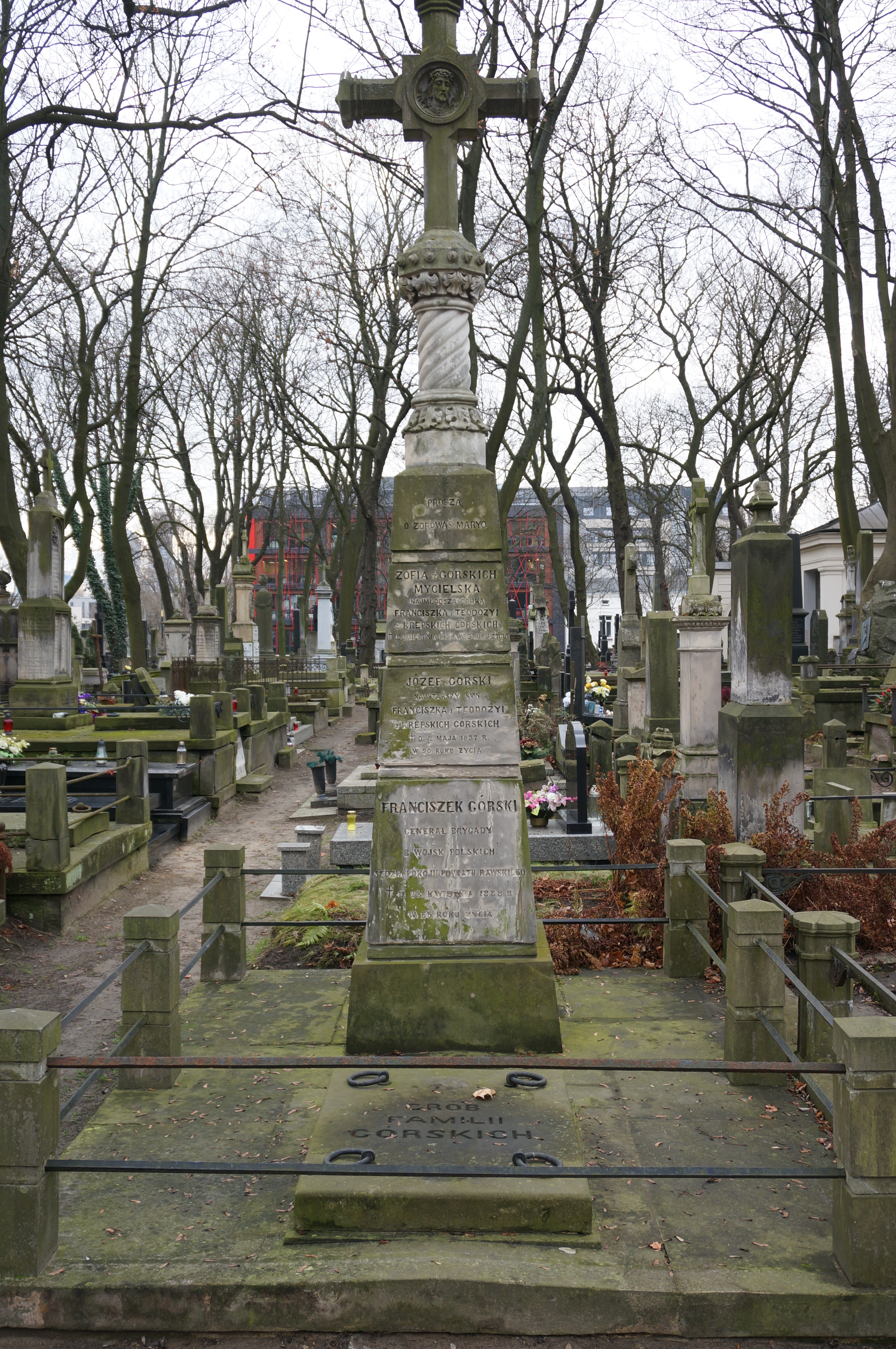
Grób Franciszka Górskiego na cmentarzu Powązkowskim

Franciszek Górski, herbu Boża Wola (ur. 11 października 1783 w Karniewie, zm. 1838 w Warszawie) – polski wojskowy, generał brygady Wojsk Polskich Królestwa Kongresowego.

## Życiorys
Był synem Jana (podstolego winnickiego) i Katarzyny z Białobłockich. Gdy miał 14 lat zmarł w Mokrzycach jego ojciec, a w dwa lata później i matka. Po śmierci matki Franciszka na wychowanie przyjęła dalsza rodzina Górskich ze Szwarocina, położonego w parafii Rybno w ziemi sochaczewskiej. Tam kontynuował pobieranie nauk.
W 1806 wstąpił ochotniczo do wojska – batalionu strzelców leśnych departamentu płockiego. Mając 24 lata 1 kwietnia 1807 został mianowany podporucznikiem tej formacji. pułk ten przemianowano później w 5. pułk piechoty (dowodzonym przez M. Radziwiłła). Podczas tej służby rozpoczęła się znajomość Franciszka Górskiego z Józefem Krasińskim późniejszym właścicielem Woli Pękoszewskiej i Radziejowic.
1 marca 1808 roku Franciszek Górski został przeniesiony do 6 pułku piechoty. Wraz z tym pułkiem przemieszczał się najpierw do Częstochowy później do Kalisza. W kwietniu 1809 pułk przeszedł do Warszawy ścierając się 19 kwietnia z przeważającymi wojskami Austriackimi pod Raszynem, 3 maja pod Górą Kalwarią. Podczas walk o górę Kalwarie pułk ów zdobył przedmieścia tej miejscowości w walce na bagnety i wziął do niewoli Austriacki pułk Latoura wielkości 1000 żołnierzy i 38 oficerów. Uczestniczył w potyczkach i bitwach kampanii napoleońskich, m.in. pod Grzybowem (18 kwietnia 1809). W walkach pułku Franciszek Górski sprawował się bardzo dzielnie za co 20 maja 1809 roku został mianowany kapitanem. W czerwcu 1809 roku pułk stacjonował w Sandomierzu stanowiąc garnizon tego miasta. 1 stycznia 1810 roku otrzymał złoty krzyż Virtuti Militari (nr. 1791).
13 lipca 1812 roku przeniesiono go do 21 pułku piechoty na stanowisko szefa batalionu w stopniu podpułkownika. Pułk ten formował się w Białymstoku, liczył on zaledwie 500 osób a jedynymi działaniami zbrojnymi w jakich brał udział była obrona Modlina w 1813 roku. Niestety ta batalia zrujnowała zdrowie Franciszkowi Górskiemu. Jego batalion w czasie oblężenia zajmował redutę naprzeciw Nowego Dworu. a akurat w tym roku "Wisła zalała całą okolicę, reduta cudem ocalała bo za chwilę mogła zginąć, ale szczęściem Wisła zaczęła opadać i szczęśliwie szli wszyscy niebezpieczeństwa". W czasie kapitulacji twierdzy był tak słaby i chory iż wywiózł go wózkiem zaprzęgniętym w osła stary sługa Prayzner.
Po ogłoszeniu powstania Królestwa Polskiego Franciszek wstąpił do Wojska Królestwa Polskiego. Mimo że w Armii Księstwa Warszawskiego służył w stopniu podpułkownika przyjęto go najpierw w stopniu majora. Dopiero 24 grudnia 1815 roku otrzymał stopień podpułkownika w 8 pułku piechoty.
W dwa dni po nominacji Franciszek Górski otrzymał 28 dni urlopu aby poślubić Teodozję Krępską córkę Michała i Katarzyny z Mićkiewiczów. Intercyza ślubna została zawarta przed sądem pokoju powiatu przasnyskiego 10 stycznia 1816 roku, nie zachowała się data samego ślubu. Pierwszy ich syn Józef urodził się już w 1817 roku. W tym czasie Franciszek rozkazem Naczelnego Wodza z dnia 16 kwietnia 1819 został dowódcą 5 pułku piechoty liniowej. Wkrótce później 24 października tego samego roku otrzymał Order Świętej Anny II Klasy a w rok później 18 października nominację na pułkownika.
W 1821 awansowany na pułkownika. W 1830, prawdopodobnie ze względu na stan zdrowia, otrzymał dymisję ze służby, wraz z awansem na stopień generała brygady i prawem noszenia munduru; nie brał udziału w wojnie wywołanej powstaniem listopadowym. Ostatnie lata życia spędził w majątku Wola Pękoszewska. Umarł 23 Kwietnia 1838 roku. Egzekwie odbyły się w kościele oo. Kapucynów, po czym został pochowany na cmentarzu Powązkowskim w Warszaiwe (kwatera 159-3-1).

## Życie prywatne
Był żonaty z Teodozją z Krępskich. Miał synów Konstantego (1827–1901, ziemianina, konserwatywnego działacza politycznego), Ludwika (1818–1908, agronoma, działacza społecznego), Jana i Stanisława oraz córkę Zofię (zamężną za Michałem Mycielskim). Wnukami Franciszka Górskiego byli m.in. Potomkowie Jana: Ludwik Górski (1867–1931, kierownik Komisji Wojskowej w rządzie Jana Kucharzewskiego), Konstanty Górski (1862–1909, historyk i krytyk sztuki), Pia Górska oraz syn córki Zofii Ludwik Mycielski (1852–1926, wielkopolski działacz polityczny), Gabriela Górska (1939–2013, pisarka).
Był członkiem loży wolnomularskiej Bracia Zjednoczeni.